# Нашик
На́шик (маратхі नाशिक, англ. Nashik) — мільйонне місто на заході Індії, у північно-західній частині штату Махараштра. Розташоване вздовж річки Ґодаварі і розкинулося навколо головних доріг та залізничних шляхів на відстані 180 км на північний схід від Мумбаї. Нашик — важливий індуїстський релігійний центр і щороку приваблює тисячі прочан святістю річки Ґодаварі і через легенду про те, що Рама, герой епосу Рамаяна, деякий час жив саме тут разом з його дружиною Сітою та братом Лакшманою.

## Географія
Головна частина міста лежить на правому, південному березі річки. Міські береги річки обладнані ґатами (східчастими купальними місцями).
Місцевість, де знаходиться Нашик зрошується річками Ґірна та Ґодаварі, які протікають через відкриті родючі долини.

### Клімат
Місто знаходиться у зоні, котра характеризується кліматом тропічних саван. Найтепліший місяць — травень із середньою температурою 29.3 °C (84.7 °F). Найхолодніший місяць — січень, із середньою температурою 20.4 °С (68.7 °F).
| Клімат Нашика           | Клімат Нашика | Клімат Нашика | Клімат Нашика | Клімат Нашика | Клімат Нашика | Клімат Нашика | Клімат Нашика | Клімат Нашика | Клімат Нашика | Клімат Нашика | Клімат Нашика | Клімат Нашика | Клімат Нашика |
| Показник                | Січ.          | Лют.          | Бер.          | Квіт.         | Трав.         | Черв.         | Лип.          | Серп.         | Вер.          | Жовт.         | Лист.         | Груд.         | Рік           |
| Середній максимум, °C   | 29,9          | 31,8          | 35,2          | 37,2          | 37,2          | 32,5          | 28            | 27,3          | 28,8          | 31,7          | 31            | 30,1          | 31,7          |
| Середня температура, °C | 20,4          | 21,9          | 25,2          | 28,3          | 29,3          | 27,5          | 25,1          | 24,3          | 24,9          | 25,1          | 22,3          | 20,9          | 24,6          |
| Середній мінімум, °C    | 10,8          | 12            | 15,1          | 19,4          | 21,4          | 22,4          | 22,2          | 21,3          | 20,9          | 18,5          | 13,6          | 11,6          | 17,4          |
| Норма опадів, мм        | 1.3           | 0.6           | 5.1           | 8             | 18.5          | 100.8         | 201.7         | 136.7         | 145           | 56.9          | 24.1          | 6.6           | 705.3         |
| ----------------------- | ------------- | ------------- | ------------- | ------------- | ------------- | ------------- | ------------- | ------------- | ------------- | ------------- | ------------- | ------------- | ------------- |
| Джерело: Weatherbase    |               |               |               |               |               |               |               |               |               |               |               |               |               |

## Економіка
До другої половини 20-го століття, місто зазнало індустріалізації; шовкова і бавовняна пряжа та обробка олії — важливі промисли міста. Озар — місто-сателіт Нашика.
Серед головних сільськогосподарських культур регіону — пшениця, пшоно та земляний арахіс. Цукор є теж важливим прибутковим продуктом Нашику. Регіон також відомий своїм виноградарством. Промисловість складається переважно з обробки олії та пряжі бавовни. Поблизу знаходиться завод військових літаків.

## Освіта
В Нашику міститься декілька коледжів, які є філіалами університету в Пуне.

## Святі місця
Панчаваті, квартал міста на лівому березі, має декілька капищ.
Нашик є місцем розташування печерних капищ Панду (буддистського) та Чамар (джайнського) які датуються I століттям. Серед багатьох індуїстських капищ, Кала Рам та Ґора Рам індуси вважають найсвятішими. Тр'ямбакешвар, село і місце шиваїтського капища Джйотірлінґа за 22 км від Нашика, є одним з найважливіших паломницьких місць.

## Джерело
- Nashik Енциклопедія Британіка

| Індія | Це незавершена стаття з географії Індії. Ви можете допомогти проєкту, виправивши або дописавши її. |